# Ferrari 159 S
La Ferrari 159 S est une voiture de course produite en 1947 par la Scuderia Ferrari pour succéder au premier modèle de la marque, la Ferrari 125 S.

## Description
N'obtenant pas les mêmes résultats que sa devancière, qui remporta 14 courses, elle fut remplacée pour la saison suivante par la Ferrari 166 S.